# Lobmayer Géza
Lobmayer Géza, születési nevén Eckbauer Géza Antal Károly (Győr, 1880. május 11. – Budapest, 1940. október 8.) sebész, igazgató-főorvos.

## Élete
Eckbauer Endre és Langer Karolina fiaként született. 1899-ben Lobmayer Mátyás Károly (1842–1909) örökbe fogadta. Középiskolai tanulmányait 1890 és 1898 között a Magyar Királyi Tanárképző Intézet Gyakorló Főgimnáziumában végezte. 1898 és 1903 között a Budapesti Tudományegyetem Orvostudományi Karának hallgatója volt. Az 1900/1901. tanévben Lenhossék Mihály professzor irányítása mellett az Élettani Intézet díjtalan demonstrátora, 1902-től az I. sz. Bonctani, szövettani és fejlődéstani Intézet gyakornoka volt. Ötödéves korában élettanból elnyerte a Jendrassik-díjat. 1904-ben a Dollinger Gyula vezetése alatt álló I. sz. Sebészeti Klinikára került, ahol előbb mint műtőnövendék, majd mint díjas műtőorvos és osztályvezető s egyszersmind az urológiai ambulancia rendelője 1908-ig működött. 1908-tól 1911-ig a Stefánia Gyermekkórházban és a kerületi munkásbiztositó pénztárnál mint sebész szaksegéd teljesített szolgálatot. 1911. január 1-től Kuzmik Pál műtéttani tanszékének első tanársegédévé választották. Az 1911. tanév második felében Kuzmik professzor betegsége alatt úgy az előadásokat, mint a műtéttani gyakorlatokat önállóan vezette.
1914-ben sebészeti műtéttanból egyetemi magántanárrá habilitálták és egyszersmind a II. számú Sebészeti Klinika adjunktusává választották, mely állását 1919-ig, a gróf Apponyi Albert Poliklinika sebészfőorvosává történt megválasztásáig töltötte be. 1924 és 1935 között a Poliklinika igazgatója volt.
1910-től a budakeszi tüdőszanatóriumok sebészfőorvosa. Több alkalommal tett tanulmányutakat Nyugat-Európa sebészi szempontból fontosabb intézeteiben.
Az első világháború alatt mint a Magyar Királyi Honvédség tartalékos ezredorvosa a déli harctérre vonult. Megsebesülése után 17 hónapig a Magyar Mérnök- és Építész-Egylet hadikórházának parancsnoka volt. 1916-ban a magyar kormány megbízásából a konstantinápolyi magyar vöröskeresztes misszió vezetője volt és itt a Dardanella-front sebesültjeit látta el. 1917 közepén tífuszából kigyógyulva mint törzsorvos és a Ludovika hadikórház parancsnokhelyettese működött a háború végéig.
A háború után a honvédelmi miniszter megbízta a Magyar Vöröskereszt kórházainak leszerelésével. Hadi kitüntetései, a legfelsőbb elismerés a kardokkal, a II. osztályú vöröskereszt díszjelvény a kardokkal, a II. osztályú Liakat-érem a kardokkal, a török vasfélhold, a sebesülési érem, a magyar és osztrák háborús emlékérem. Egyéb kitüntetései: az olasz koronarend lovagkeresztje, a cári orosz vöröskereszt díszjelvény, a hadirokkantak országos szövetségének díszjelvénye, a német lovagrend Marianer keresztje. A világháború alatt 54 hónapig szolgálta hazáját, ebből 14 hónapot töltött harctéren. 
1922-től 1924-ig, tehát 5 féléven át a pécsi Erzsébet Tudományegyetemen Bakay Lajos egyik helyetteseként adott elő, heti 5 órában általános sebészetet.
Tagja volt számos hazai és külföldi tudományos és orvostársadalmi egyesületnek. A legnagyobb német sebészeti folyóirat belső munkatársa volt. Főleg külföldi lapokban publikált. Hat nyelvet beszélt.
A Budapest II. kerületi Pasaréti út 78. sz. alatt lakott.
Halálát szívhűdés, ütőér megbetegedés okozta.
A Farkasréti temetőben helyezték nyugalomra.

### Családja
1904. június 18-án Budapesten, a Ferencvárosban nőül vette Knuth Brunhildát (1877–?). 1918-ban elváltak. Második felesége Kedačic Stefánia Róza Lujza (1880–1961) volt, Kedačic István és Mesulin Zsófia lánya, akivel 1920. március 14-én Budapesten kötött házasságot.
Gyermekei:
- Lobmayer Paula Sarolta (1905–1909).
- Lobmayer Erzsébet Olga Irén (1908–?). Férje dr. Szentpáli István (1895–?) ügyvéd.
- Lobmayer Ilona Irma Agát (1910–2006). Férje dr. Richter László (1903–?) vegyész, Richter Gedeon fia.
- Lobmayer Karolina Etelka Klotild (1911–?). Férje dr. Simon Géza Sándor (1897–?) orvos. Elváltak.

## Főbb művei
- Májechinococcus műtéteinek végeredményei (Budapest, 1906)
- Az urachus-sipolyról (Budapest, 1909)
- A tüdő térfogatát megkisebbítő műtétekről (Budapest, 1912)
- A tetanusról (Budapest, 1914)
- A golyva sebészi kezeléséről (Budapest, 1924)
- A thorakoskopia (Budapest, 1925)
- A tüdőtuberkulózis sebészeti kezelése (Budapest, 1928)